# Percutor

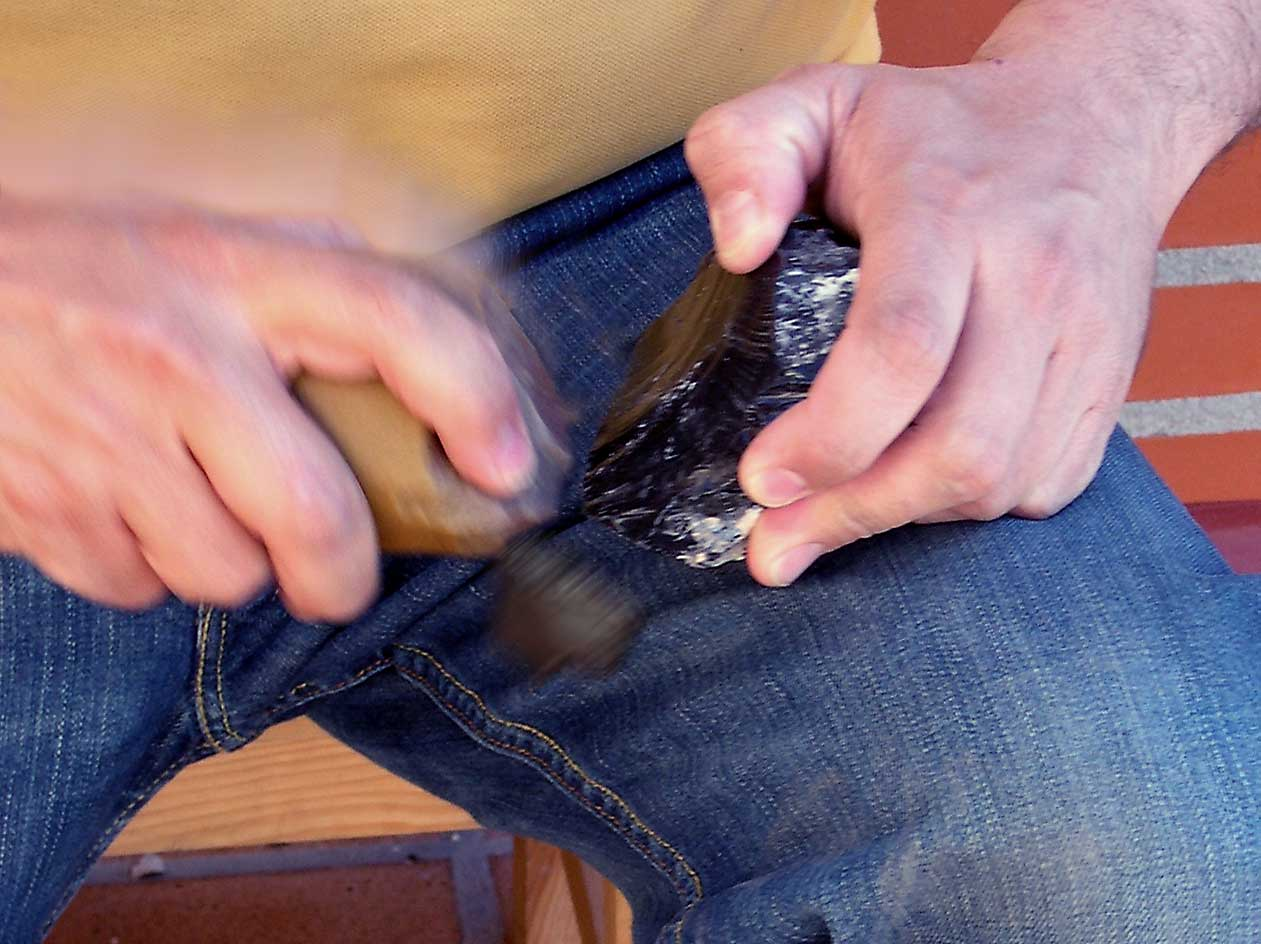
Uso experimental de um percutor

O percutor é o instrumento empregado nas indústrias líticas, geralmente pré-históricas, para o lascamento (i.e., para a obtenção de lascas em sentido amplo).
Apesar de o uso da palavra percutor ter uma denotação precisa (a do instrumento que bate, que impacta), no campo da Pré-História e, mais concretamente, no da tecnologia da pedra talhada, um percutor tem umas conotações mais amplas, dependendo da técnica empregada: percutor duro, percutor macio, percutor indireto através de uma peça intermédia (ponteiro) e compressor (do qual há múltiplas variantes).
Em qualquer caso, um percutor no talhe lítico tem sempre a mesma função, a debitagem (extração de peças de lascado, quer lascas, lâminas ou lamelas) para a fabricação de ferramentas de pedra por meio de uma série de técnicas extremamente variadas e, às vezes, tão sofisticadas que ainda não foram desveladas.

## Tipos de percutor
Ao longo do período de tempo que o ser humano fabricou ferramentas de pedra talhada (não somente durante a Pré-História) diferentes técnicas e diferentes classes de percutores foram empregues. A seguinte é uma enumeração básica, pois certos procedimentos são tão sofisticados que neles intervêm uma série importantes de artefatos especializados na debitagem.

### Percussão direta

#### Percutor passivo
É uma grande pedra que, bem assentada no chão, serve para diversos fins, sendo o mais óbvio o batimento com a peça a trociscar, obtendo geralmente grandes lascas. A técnica do percutor passivo é pouco conhecida porque foi pouco experimentada, se bem que é conhecido que foi usado durante o Paleolítico Inferior para obter lascas de grande tamanho que, pela sua vez, seriam suportes para certos utensílios. As grandes lascas eram suportes apreciados, pois precisavam pouca transformação, com o que se poupava esforço na sua manufatura. O problema do percutor passivo é que se manejam pedras de grande tamanho, o que implica um escasso controle sobre o resultado e numerosos golpes frustrados, ao menos até adquirir a força e a perícia suficientes.

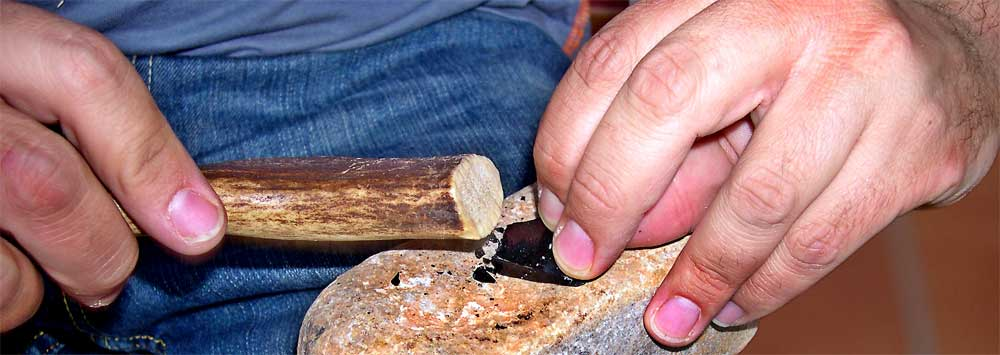
Retoque por percussão direta sobre uma bigorna de pedra

Outra forma de empregar o percutor passivo como bigorna é mais própria de períodos avançados (a partir do Paleolítico Superior). Embora seja baseado no emprego de uma pedra solidamente assentada, o conceito técnico é completamente diferente: trata-se de apoiar lascas ou lâminas líticas sobre a bigorna e efetuar um retoque abrupto por repercussão num lado (dorso) ou extremidade (truncatura) obtendo assim retoques cruzados ortogonais (é o chamado "retoque abrupto"). Também se pôde experimentar o retoque sobre bigorna de pedra por meio de uma forte pressão, obtendo assim uma beira retocada regular e monofacial.

#### Percutor duro ativo

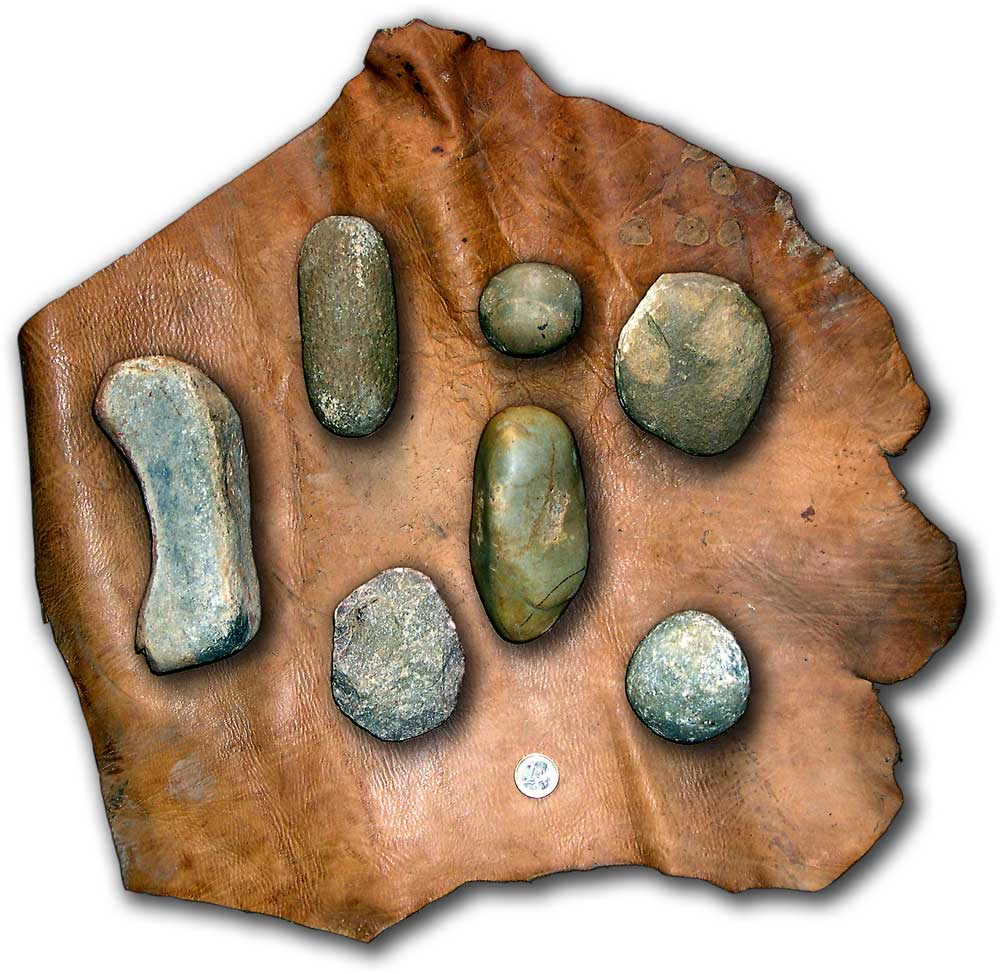
Vários tipos de percutores duros

É um simples seixo trabalhado que é usado como martelo para bater a rocha, segurando-o diretamente com a mão. O percutor duro é e foi o mais utilizado pelo ser humano, pois embora outros tipos de percutores sejam usados como instrumentos principais para o talhe, os de pedra são instrumentos subsidiários para preparar o terreno. A percussão dura é a primeira a aparecer e a única conhecida durante, ao menos, dois milhões de anos (até incorporar o percutor mole); foi empregue para a fabricação de utensílios ao longo de toda a cadeia operária, até a tecnologia lítica melhorar. Então o percutor duro ficou relegado às primeiras fases da elaboração de um artefato: o desbaste inicial, o feitio primário (a criação de preformas, que depois seriam refinadas com percutor macio ou por pressão), o ataque de planos de percussão inacessíveis para o percutor macio, a preparação de plataformas de percussão em determinados núcleos, etc.
Apesar de haver testemunhos indiretos da sua longa persistência, a arqueologia trouxe à tona poucos percutores. Entre os mais antigos são os citados por Jean e Nicole Chavaillon tanto em Gomboré 1B, quanto em Melka Kunturé e, até mesmo, Olduvai (camadas I e II): Os percutores duros ativos distinguem-se pela sua forma oblonga com um ou dois bordos ativos com numerosas marcas de choques e, com frequência, pequenos lascamentos, bem como algumas fissuras. Estes são reconhecidos pelas numerosas marcas de golpes que têm (microestrelas, cones de percussão, fissuras, lascados fortuitos...).
É possível que nas escavações antigas e pouco sistemáticas passassem despercebidos, mas também é dito que os bons percutores de pedra eram tão apreciados que o artesão somente os abandonava quando se tornavam inúteis. Semenov fala de um sítio rico em percutores (o de Polivanov, Rússia), mas, como o restante de eles, são quase todos do Neolítico em diante. O tamanho dos percutores duros depende da sua função: os muito grandes para o desbaste, os medianos servem para a elaboração, os pequenos são ferramentas auxiliares para preparar plataformas de percussão, ou retocar lascas. A respeito da forma, podem ser circulares, ovalados, retangulares.... De fato, a forma depende muito do estilo do artesão (ao menos no que se refere a aos pré-historiadores que experimentam com o talhe do sílex, e que adquirem estilos, posturas e gostos diferentes).
Apesar de os percutores de pedra serem mais próprios da extração de lascas largas e curtas, usados com mestria podem conseguir um controle muito preciso do trociscado da rocha. De fato, casos de extração de lâminas líticas com percutor duro foram testemunhados no Paleolítico Médio europeu (quase sempre lâminas Levallois''), mas também no Superior e no Epipaleolítico. Certo que a extração de lâminas é mais efetiva com outras técnicas, mas há suficientes indícios para afirmar que também pode ser feito com percutor duro. Até mesmo há casos excepcionais e inauditos de extração de lâminas de obsidiana de mais de 30 centímetros no México pré-colombiano e na antiga Etiópia (em nenhum dos casos os entalhadores experimentais modernos foram capazes de recrearem os métodos, pelo qual estes ficam por resolver).

#### Percutor mole direto
Trata-se de um fragmento de chifre de cervídeo ou de madeira dura que é usado para bater a rocha e extrair lascas. Os percutores macios costumam ter cerca de 30 ou 40 cm de longo, e o tamanho idôneo para assim-los na mão. O material do qual são feitos é muito variado, já ao longo da sua história os humanos têm caçado muitas espécies de cervídeos, mas os entalhadores experimentais apreciam concretamente os de rena ou de caribu (se bem que, os de cervo são os mais comuns e acessíveis). No caso da madeira, apenas servem as espécies de material especialmente dura: buxo, azevinho, talvez azinheira, por exemplo. Em qualquer caso, o percutor duro desgasta-se com o seu uso com relativa rapidez, cada golpe desgasta um pouco do percutor; de fato, aqueles percutores feitos de madeira duram pouco. Os de chifre duram um pouco mais, mas ao final acabam quebrando pela fadiga do material. A observação revela que o sílex (ou qualquer uma que seja a rocha talhada) deixa pequenas partículas incrustadas no percutor, lasquinhas e esquírolas pétreas.

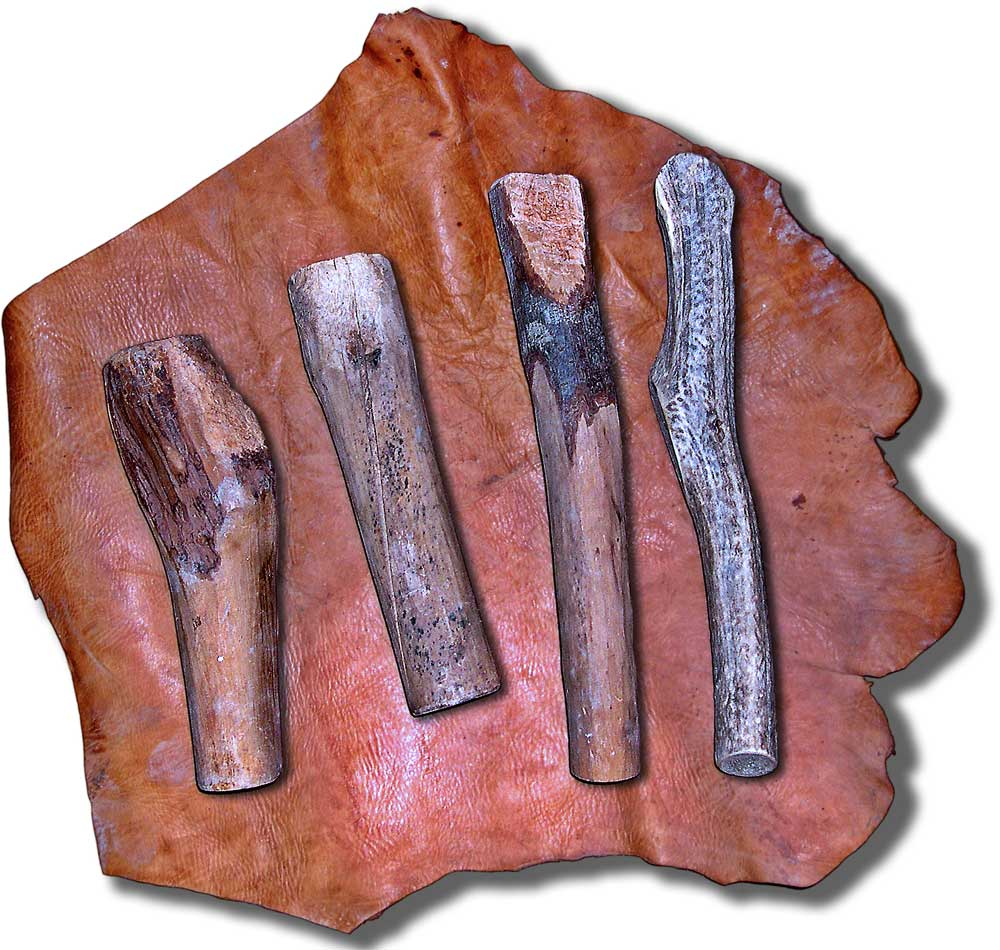
Percutores macios:
de madeira de buxo, de azevinho, de azinheira e de galhadura de cervídeo

Nas escavações arqueológicas, os percutores macios são mais raros ainda que os duros, pois são orgânicos e, portanto, perecíveis. François Bordes e Dénise de Sonneville-Bordes exumaram um nos estratos solutreanos mais recentes da caverna de Laugerie-Haute (Dordonha). A peça estava quebrada em vários fragmentos e incompleta, mas conservava o extremo funcional, no que as marcas dos golpes puderam ser observadas e, ao microscópio, eram visíveis os pedaços de sílex incrustados. As análises petrológicas determinaram adicionalmente que se tratava do mesmo tipo de sílex que as peças talhadas extraídas da mesma camada arqueológica.
A contrapartida a esta fragilidade são uma série de vantagens derivadas da elasticidade e das propriedades frente à tensão—deformação deste tipo de percutores. O percutor mole tem um limite de fluência inferior ao da rocha, isso poderia fazer pensar que é impossível talhar sílex ou quartzito com um pedaço de madeira ou de chifre; porém, o seu limite de elasticidade é muito superior, o que faz que suporte mais tensão e que seja a rocha que se rompa, em lugar do percutor (isto não ocorre, por outro lado com o osso; os percutores de osso costumam ser inapropriados para o talhe, de fato o osso é mais bem uma matéria prima talhada, assim como as rochas).

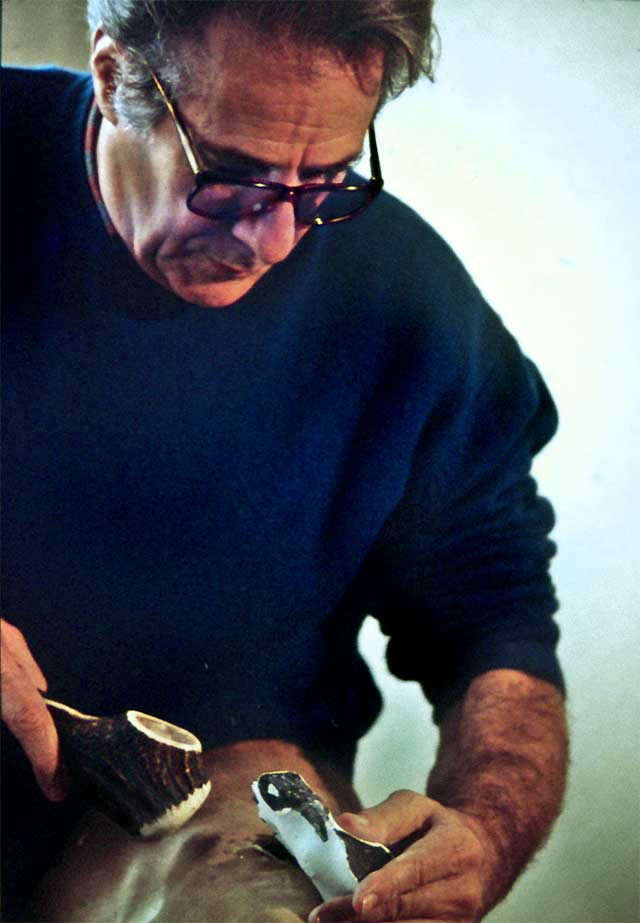
O professor Tixier experimentando com percutor mole

Por outro lado, durante a percussão mesma, que dura milésimas de segundo, o percutor mole, ao ser um elástico linear não-isótropo, varia o seu estado tensional e aumenta a sua energia interna em forma de energia potencial elástica. No momento em que a rocha chega ao seu limite de elasticidade e quebra, a energia potencial é liberada e o percutor recobra a sua forma original. Por outro lado, devido também à sua elasticidade, a superfície de contato entre percutor e rocha é maior, pois este adapta-se ao plano de percussão. A zona percutida é maior também, por isso o arranque da fratura é mais difuso que se usar uma pedra, por isso o conchoide é também menos acusado. É um processo tão rápido que é invisível ao olho humano, mas as suas consequências foram aproveitadas há mais de um milhão de anos. Tudo isto traduz-se ao nível prático, do ponto de vista do artesão entalhador, num maior controle sobre o talhe, em uns resultados mais fáceis de dirigir, e numa debitagem mais precisa e definida; em poucas palavras, o talhe é mais eficiente e os seus resultados mais eficazes (os artefatos talhados com percutor duro têm um acabamento muito mais fino do que aqueles nos quais somente o percutor duro foi usado).
O Percutor mole aparece durante o Paleolítico Inferior, nomeadamente no Acheulense (é muito ostensível em certos bifaces), há 700 000 anos na África e há meio milhão em Eurásia. Porém, o percutor mole não desbancou o percutor duro, ao contrário, complementou-se com ele. O habitual é fazer o façonnage (desbaste) ou preparação da peça com percutor duro, e o acabado com percutor mole, com o que o mais habitual é que os objetos talhados tenham cicatrizes de ambos os tipos de percutor. De fato, a coisa não é tão simples: com frequência as peças terminadas e utilizadas eram recicladas e afiadas de novo, possivelmente com percutor duro, com o que haveria várias fases alternas de percutor duro e mole. Outras vezes, no caso dos núcleos, embora a extração de lascas ou lâminas fosse com percutor mole ou por pressão (vide infra), o percutor duro era necessário para preparar a plataforma de percussão e eliminar salientes que puderam desbaratar a operação.
Experimentos de lascamento servem para distinguir, com certo grau de precisão, as cicatrizes do talhe por percussão direta com percutor duro e as do percutor mole comparadas entre si.
| Percussão direta com percutor duro | Percussão direta com percutor mole |
| --- | --- |
| | |
| Gera peças grossas, de bordos irregulares e gumes pouco agudos (às vezes, com restos de córtex - superfície natural da rocha) | Obtemos peças mais delgadas e regulares, com arestas muito mais aguçadas |
| Vistos de perfil, os fios são sinuosos porque os negativos dos lascados são marcados e bem profundos | O fio, visto de perfil, é relativamente retilíneo ou, quando menos, torso, mas sem irregularidades marcadas |
| Às vezes, as sinuosidades produzidas pelos contra-concoides mais marcados podem ser retificadas por um novo talhe, também com percutor duro; assim, a aresta de perfil, é ziguezagueante | Os contra-concoides são difusos e pouco profundos, o que não impede que, com frequência, a aresta seja perfeicionada com um novo talhe muito mais cuidado que, na realidade, reforça o fio |
| As marcas deixadas pelas lascas extraídas por meio do talhe direta com percutor duro são maiores e menos numerosas | Os lascamentos do percutor mácio direto são mais longos do que largos, invasores, pouco profundos, às vezes de menos de um milímetro de grossura |
| As lascas obtidas por este procedimento são mais largas que longas, e são mais estreitas na parte proximal que na distal, com um talão grosso (geralmente, plano ou diedro) e um cone de percussão e um conchoide muito marcados. Os nervos que separam uns lascados de outros são fáceis de ver. | É difícil distinguir os nervos que separam os lascados da percussão mole devido a que os seus bordos são extremamente finos e se solapam de maneira imprecisa. As lascas têm beiras tão finas que são translúcidas. O seu talão é linear ou punctiforme e às vezes têm uma cornija sobre o conchoide, em lugar de cone de percussão |
| Tanto se as lascas são subproduto do talhe de um utensílio, por exemplo um biface, quanto sem são lascas extraídas de um núcleo bifacial, não podem ser distinguidas, por isso não há segurança de se tratar de refugo (a não ser fazendo estudos tracelógicos)                                   | As lascas do talhe ou o retoque de utensílios são quase sempre subprodutos característicos (facilmente identificáveis). As extraídas de núcleos preparados para o percutor mole, por outro lado, são lascas específicas que nunca seriam confundidas com refugos do lascamento                                                      |
| Ao fabricar bifaces (ou peças bifaciais) por esta técnica, a sua seção é poligonal, prismática, irregular e assimétrica | A seção de um artefato bifacial talhado com percutor mole tende a ser lenticular, com ângulos muito agudos |
| Os estigmas derivados da percussão direta com percutor duro ativo são impossíveis de discernir dos obtidos com um percutor duro passivo (os experimentos demonstram que é possível fabricar um biface com um percutor passivo)                                                                    | Os estigmas do talhe com percutor mole costumam assolapar-se a outros anteriores próprios do percutor duro, pois era habitual começar uma peça com percutor duro, até obter um rascunho ou preforma, e terminá-la com percutor mole                                                                                                 |
| A peça tem uma aspecto pesado, tosco, primitivo, embora tal circunstância não possa ser tomada como indicador cronológico ou evolutivo, pois há numerosas circunstâncias que podem ter influenciado                                                                                               | O resultado final é um artefato elegante, regular, simétrico, bem acabado e de aspecto geral mais delicado. Estes elementos também não podem ser considerados traços cronológicos. |

O percutor mole direto foi usado ao longo do Paleolítico Superior de Eurásia para a obtenção de lâminas e lamelas, mediante uma preparação específica. Os entalhadores pré-históricos chegaram a obter lâminas de mais de meio metro de comprimento. Embora os experimentos pudessem recrear os métodos empregues, são ainda escassamente conhecidos e os resultados estão sujeitos, com frequência, a acidentes de talhe e comportamento fortuito da matéria.

### Percussão indireta e pressão

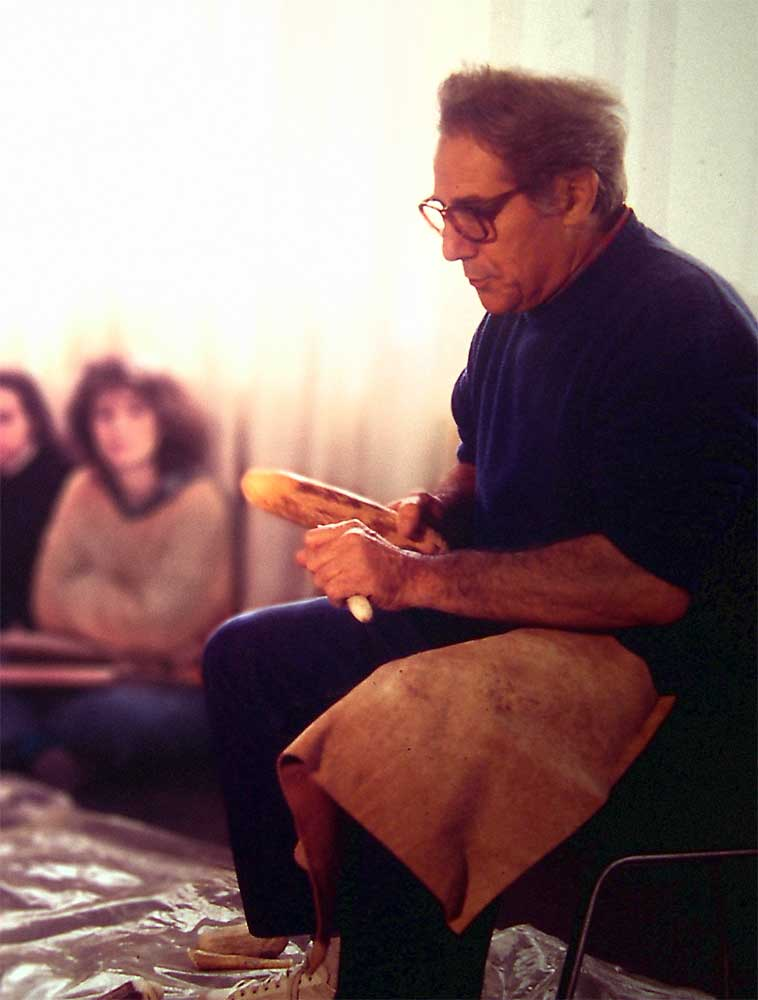
Demonstração de como colocar a peça intermédia

Tanto a percussão com peça intermédia quanto o talhe por pressão compartilham pontos técnicos comuns, entre eles a dificuldade de distinguir as cicatrizes que deixam uma e outra. Os núcleos que ficam de ambos são, por outro lado, completamente diferentes. No caso da pressão já não podemos falar de um percutor no senso estrito da palavra, pois os compressores, ou seja, a ferramentas utilizadas, não golpeiam, unicamente pressionam com tanta força que superam o limite de elasticidade das rochas, rompendo-as segundo o modelo de fratura conchoide. Por essa razão é difícil não relacionar os compressores com os percutores.

#### Percutor com peça intermédia (ponteiro)
O talhe com peça intermédia é uma técnica especializada à obtenção de lâminas líticas, é um dos passos de um Método de extração laminar, ou seja, que por si sozinho não tem valor, pois precisa uma preparação prévia do núcleo e contínuos gestos de manutenção do mesmo (feito isto, o trabalho é similar ao de um canteiro com a sua maça e o seu punção). Quando o núcleo está pronto, há duas formas conhecidas de usar o ponteiro ou peça intermédia:
- A primeira é segurar o núcleo entre os joelhos, com a plataforma de percussão para em cima e a cara de extração para fora. Coloca-se o extremo do ponteiro no local onde queremos extrair a lâmina e golpeá-lo decididamente com um percutor de chifre que age como maça. É um sistema pelo qual conseguem bons produtos: lâminas ou lamelas alongadas e de tamanho mediano e muito padronizado, mas com uma forte curvatura geral.
- A segunda é segurar o núcleo sob os pés. Assim se conseguem lâminas muito mais retas, mas menores ou, se se tenta aumentar o seu tamanho, também aumentam os acidentes de talhe.

Supõe-se que a percussão indireta com ponteiro aparece no Paleolítico Superior, e que convive com a percussão direta. De qualquer modo, as cicatrizes destas técnicas são impossíveis de distinguir, salvo em casos excepcionais. De fato, é difícil identificar os ponteiros de osso nas escavações, pois apenas têm marcas características, ou seja, diferentes de uma percussão com qualquer outro propósito. Exemplos propostos são o da caverna de Fageolet (Dordonha), datado no Gravetense, os de Villevallier e Armeau (Yonne), ambos neolíticos, e os de Spiennes (Bélgica), de mesmo período.

#### Compressor

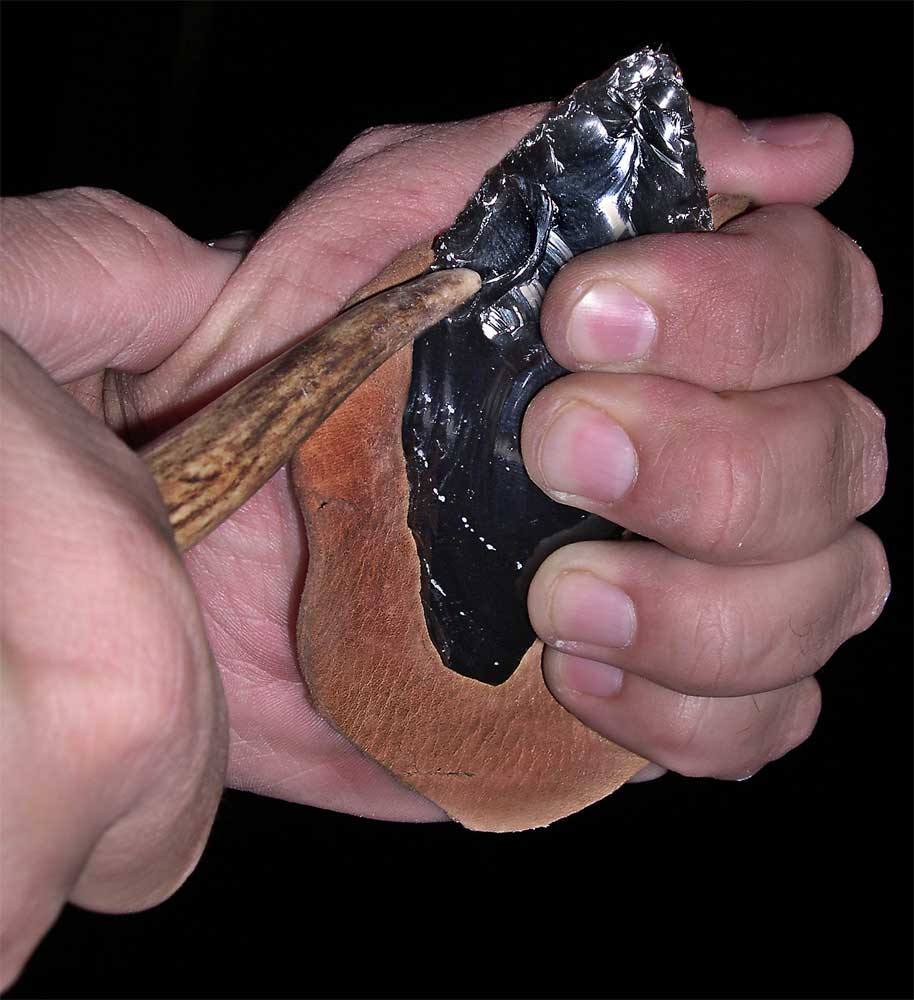
Retoque experimental por pressão com um compressor de chifre de cervídeo

Ao contrário da técnica por percussão indireta com ponteiro, o talhe por pressão com compressores não serve apenas para a extração de produtos de lascado (concretamente lâminas líticas), mas também para retocar utensílios. De fato, o talhe por pressão para obter lâminas inclui um amplo repertório de métodos, nem todos eles conhecidos pelos investigadores. Todos estes métodos requerem certo nível de especialização, como foi demonstrado nas experiências de talhe.

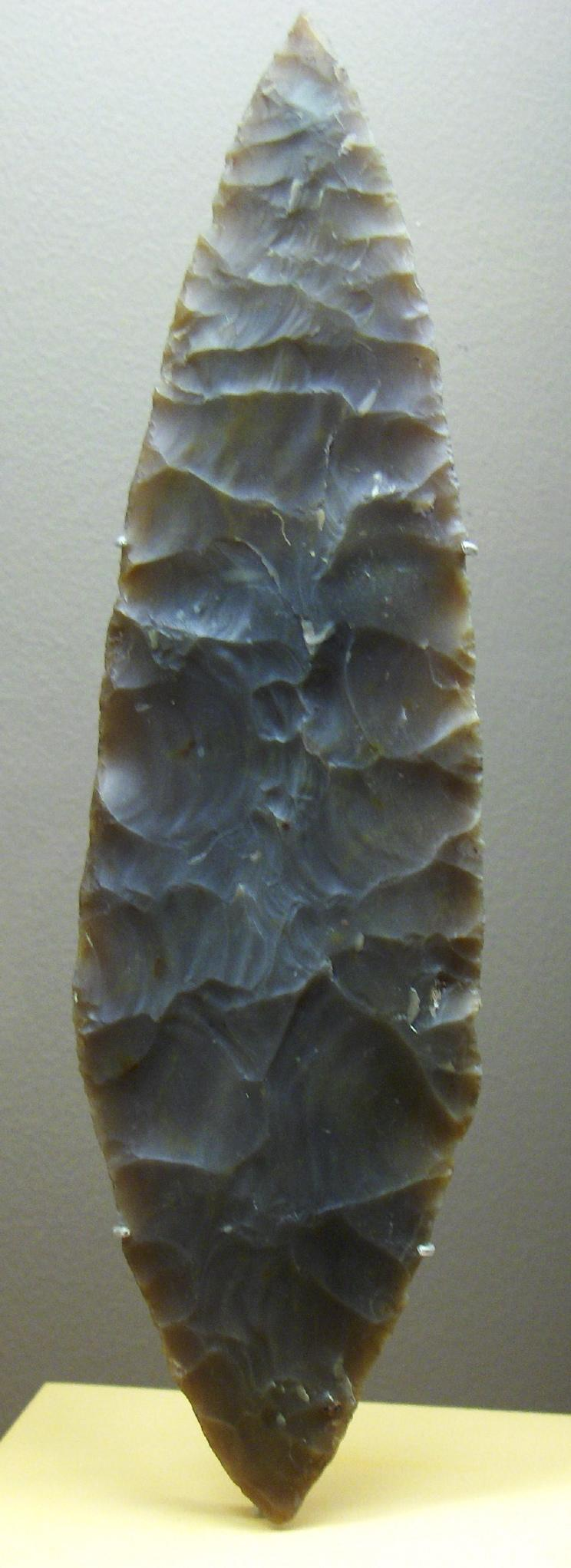
Lâmina de loureiro solutreano

Basicamente há um método de retoque por pressão, chamado retoque  subparalelo (pelo seu aspecto morfológico) que foi redescoberto pelo arqueólogo e experimentador Donald E. Crabtree nos anos 70, e aprofundado por este mesmo arqueólogo com a colaboração de Butler, Tixier e outros mais. Também aprofundaram outros muitos, mas este tipo de retoque é bem conhecido (de fato, na América é já próprio de afecionados à fabricação e venda de réplicas de grande precisão, como lembrança do patrimônio aborígine de certas regiões) e o interesse dos investigadores, pré-historiadores experimentais, passou à extração de lâminas por pressão. Para efetuar esta técnica se tem de segurar a peça sobre a palma da mão esquerda com força (poder segurar firmemente o artefato lítico é um dos problemas mais difíceis aprender), o compressor é sustenido com a direita ou fazendo alavanca segurando a mão esquerda entre o polegar e o restante dos dedos, pressionando com toda a força possível. O compressor pode ser de chifre ou de marfim (às vezes com um sílex incrustado na ponta), mas no Calcolítico, que deve ser considerada a idade de ouro deste tipo de retoque pelas peças magistrais conseguidas, o compressor podia ter uma ponta de cobre. Se a técnica se faz bem, os retoques costumam ser muito regulares, paralelos e muito planos.
Pela sua vez, se há uma a Idade de prata do retoque por pressão, deve ser o Solutreano, no Paleolítico Superior (sendo o caso mais paradigmático o das lâminas de Loureiro); embora a técnica fosse conhecida de antes, apenas era usada. Depois desapareceu durante um tempo e voltou a aparecer no Neolítico, perdurando durante longo tempo em peças foliáceas de diverso tamanho (da ponta de uma seta de pedra aos punhais cerimoniais astecas, passando pelas pontas da Cultura Clóvis ou as facas pré-dinásticos egípcios).
O caso da obtenção de lâminas por pressão é diferente e muito mais complicado. Os métodos relacionados a esta técnica podem ser enumerados:
- Extração de lâminas na mão com a ajuda de um simples compressor de chifre de cervídeo: se o sílex é de boa qualidade conseguem-se lâminas de até quatro cm de comprimento e 7 mm de largo, mas a dificuldade de segurar firmemente o núcleo vai crescendo à medida que a exploração avança e este se torna menor, por isso são frequentes os acidentes de talhe.
- Extração de lâminas com um compressor e com um sistema de fixação do núcleo à mão (uma peça com uma ranhura onde se coloca o núcleo e que pode ser de madeira, osso ou chifre). Os resultados não são significativamente melhores, mas sim mais homogêneos, evitando a maior parte dos acidentes de talhe
- Extração de lâminas com um sistema de fixação do núcleo à mão e a ajuda de um bastão-compressor apoiado na axila: método já experimentado por Crabtree, permite aumentar a força com que o núcleo é pressionado, obtendo assim lâminas ligeiramente maiores e minimizando os acidentes de talhe.
- Extração de lâminas segurando o núcleo no chão por meio de mecanismos fixadores de madeira e usando bastões-compressores (muletas) apoiados no peito ou no abdômen. A postura do artesão pode ser de pé (aproveitando o seu peso para pressionar) ou sentado (menos força, mas mais controle). As lâminas obtidas chegam aos quinze centímetros de comprimento e, além disso, são mais padronizadas, mais homogêneas, e pode-se explorar muito mais o núcleo, até o seu esgotamento total.
- Extração de lâminas segurando o núcleo no chão por meio de mecanismos fixadores de madeira e usando bastões-compressores (muletas) apoiados no abdômen. a postura do artesão de pé permite aproveitar o peso para pressionar; mas o verdadeiro truco consiste em uma rebaixe no bastão, para que este possa se curvar, tornando-o mais flexível, ou seja, adicionando ao peso do corpo a energia potencial do bastão curvado.
- Extração de lâminas segurando o núcleo no chão por meio de mecanismos fixadores de madeira e usando bastões-compressores com alavanca apoiados no abdômen. A postura do artesão é sentada e segurando o bastão pelo extremo oposto, deitando fora de ele para em cima. Assim, a alavanca ataca o núcleo com uma força superior aos 300 kg. Com este sistema, ainda em fase de pesquisa, chegaram-se a obter lâminas de mais de 25 centímetros.

A extração de lâminas por pressão tem a vantagem, sobre a percussão indireta com ponteiro, de produzir peças muito mais retilíneas, e não curvadas, como ocorria com o outro método.

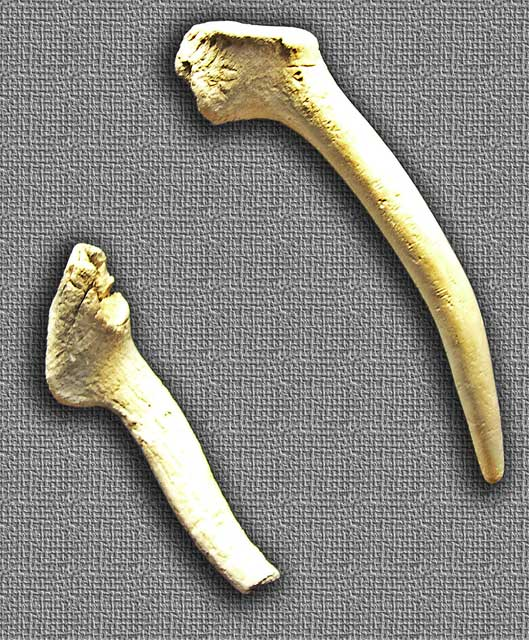
Retocadores de chifre de cervídeo procedentes do sítio de "Los Cercados", em Mucientes, Espanha

O certo é que a extração de lâminas começou, a partir do final do Paleolítico, a ser um método cada vez mais complexo e sofisticado no que os percutores são somente um dos instrumentos empregues. À medida que a extração de lâminas se aperfeiçoou, foram  adicionados complementos: primeiro a peça intermédia ou ponteiro para o talhe indireto, depois os seixos abrasivos para preparar plataformas de percussão, de seguida os compressores com cabo, mais tarde os sistemas de fixação do núcleo (os primeiros serviam para os reter na mão, depois nos pés, e por último autônomos, mas cada vez mais complexos), estes últimos unidos às muletas ou bastões-compressores (a princípio apoiavam-se no ombro, depois no abdômen e por último no peito), às quais se acrescenta uma ponta de osso, chifre ou cobre, um mecanismo de alavanca e um rebaixe para aumentar a sua elasticidade e, portanto a energia potencial. Tudo isto assinala  um ofício cada vez mais especializado, provavelmente focado no comércio; ao menos desde o Calcolítico. Sem dúvida houve oficinas especializadas que abasteciam zonas aproximadamente amplas, a partir da fonte de origem da matéria prima. Um exemplo disto último são as longuíssimas lâminas de sílex de Varna (Bulgária), que podiam atingir os 44 centímetros de comprimento, feitas de um sílex importado e que somente apareciam nas tumbas mais ricas datadas no Cacolítico (4 000 a.C.-3 500 a.C.).
Caso oposto é o do sítio espanhol de "Los Cercados" (município de Mucientes). Ali apareceram uma série de vestígios da Idade do Cobre, basicamente poços recheios de restos arqueológicos. Um de eles deparou uma série de utensílios próprios de um artesão, especializado no talhe do sílex autóctone: resíduos de talhe, produtos de desbaste, lascas, utensílios rejeitados e sobretudo percutores de pedra e o que foi denominado como "retocadores de osso" (este tipo de peças raramente se preservam, por isso são tão importantes). Aparentemente neste sítio especializaram-se em peças foliáceas, pontas de seta por exemplo, e dentes de fouce; ou seja, tratava-se de uma produção regionalizada destinada ao uso doméstico.

### Percutores metálicos modernos
O talhe da pedra é uma das formas humanas de manifestação artística e empregue tanto na escultura quanto na arquitetura. Por outro lado, o talhe do pederneira, ou de outras rochas, à maneira pré-histórica, subsistiu para instrumentos agrícolas (fouces, trilhos..), pedras de faísca (isqueiros de isca, armas de fogo de pedernal...) e, até mesmo fabricantes de gemas semipreciosas da Índia e de outros países, a diferença acostuma ser que são usados percutores com ligas metálicas modernas.

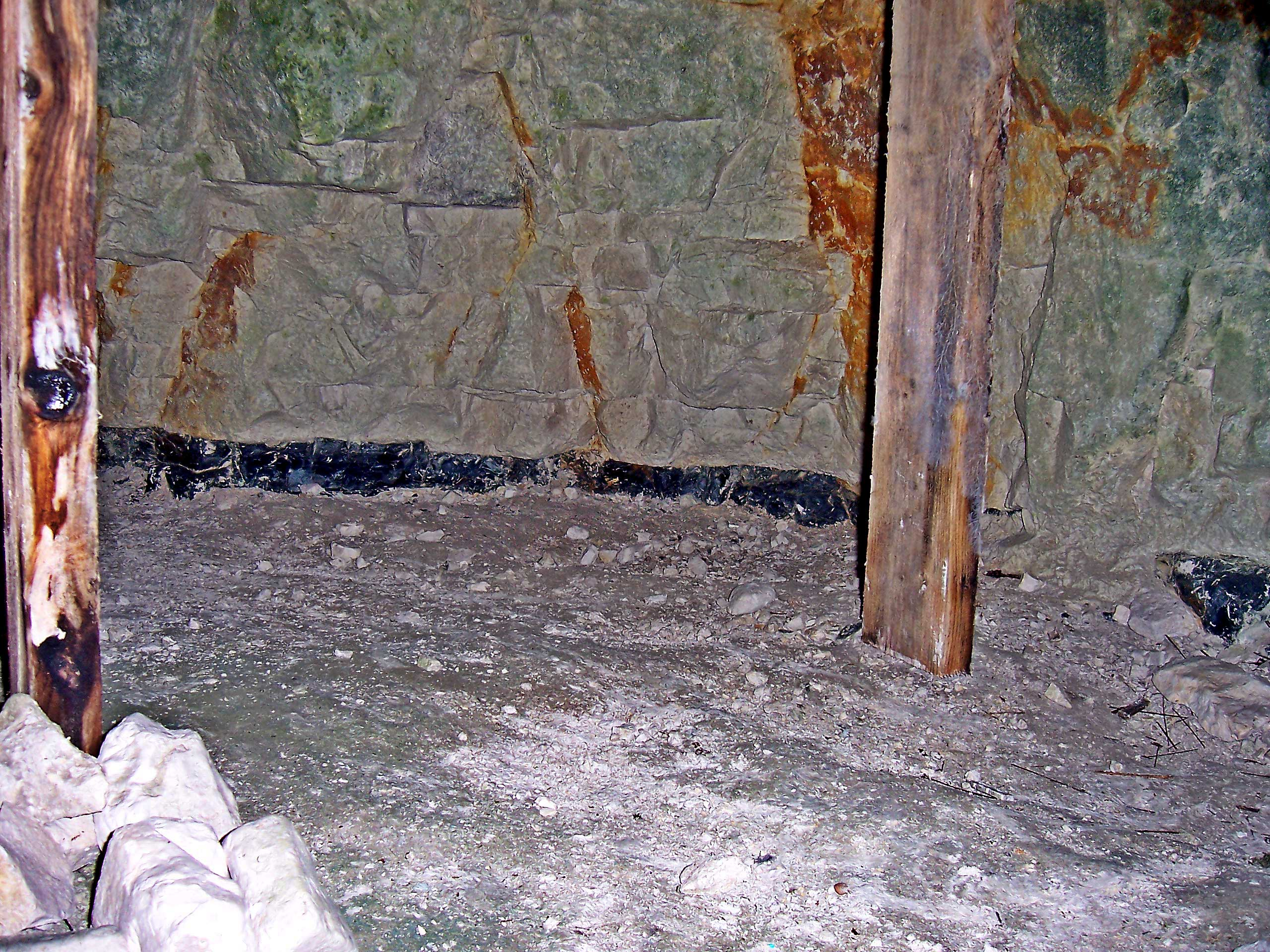
"Grimes Graves": a minas de sílex do Neolítico de Brandon, Inglaterra

- A norte da região inglesa de Suffolk há uma rica tradição de talhe do sílex, cujo núcleo neurálgico é a localidade de Brandon (de fato, são conservadas minas de sílex pré-históricas, provavelmente neolíticas chamadas "Grimes Graves",). Aparentemente, desde as origens históricas da povoação, no século XIV, o sílex era usado como material de construção (incluído a ponte sobre o rio que lhe deu relevância estratégica), mas a partir da aparição da pólvora, muitos dos artesãos de Brandon dedicaram-se a fabricar pedras de faísca para armas de fogo. Embora os avanços bélicos acabassem com esta atividade, em meados do século XX, ainda ficam alguns mestres entalhadores que usam diversos martelos metálicos.

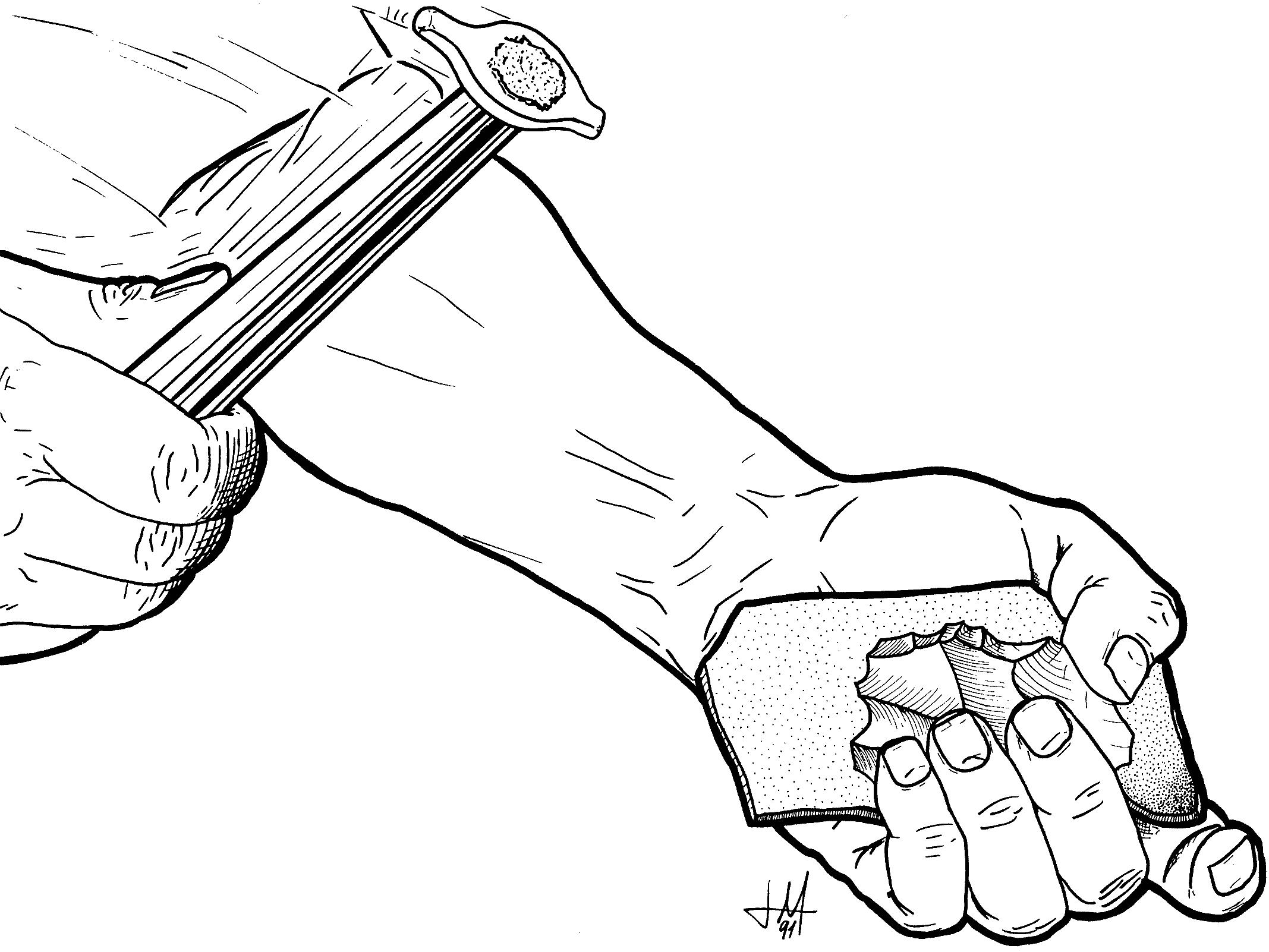
Debitagem do sílex à maneira pré-histórica com percutor metálico moderno

- Até há umas décadas, em povoações espanholas como Cantalejo (Segóvia), o sílex era talhado para a fabricação de trilhos agrícolas. A técnica de talhe do sílex era muito simples e padronizada, destinada a obter lascas largas e curtas, mas resistentes, de cerca de três centímetros. Para isso eram usados diferentes martelos, destacando-se o percutor usado na fase final, a do próprio lascado: tratava-se de uma piqueta de cabo longo e estreito, de madeira, com um cabeçal metálico pequeno, quase diminuto, com dois extremos finos e proeminentes. A massa metálica deste tipo de percutores era muito reduzida em comparação com a sua longa e flexível empunhadura que, além de aumentar a velocidade do golpe, combina a energia potencial do cabo de madeira com a dureza do pequeno pico metálico. Assim, um processo de percussão dura direta era obtido, com repercussão mole, elástica.[17]

- Na região do Guzerate (Índia) ainda há artesãos que fabricam grossas contas de pegar de calcedônia por médio do talhe. Esta atividade concentra-se na cidade de Khambhat e tem certas particularidades, pois utiliza a técnica do contragolpe entre um percutor passivo metálico pontiagudo e outro percutor ativo de chifre de búfalo indiano. Os artesãos dão forma às contas, segurando-as contra o percutor metálico e batendo-as com o de chifre, fazendo saltar pedaços pouco a pouco, sendo o resultado muito eficiente. Suspeita-se que esta técnica deveu aparecer em tempos muito antigos, talvez no Calcolítico com os primeiros instrumentos de metal.[18]